# 그레이엄 포터
그레이엄 스티븐 포터(영어: Graham Stephen Potter, 1975년 5월 20일 ~ )는 잉글랜드의 전 축구 선수이자 현 축구 지도자로 현재 웨스트햄 유나이티드의 감독을 맡고 있으며, 선수 시절 포지션은 레프트 백이었다.
13년간 선수 생활을 하면서 레프트백으로 활약한 포터는 잉글리시 풋볼 리그에서 307경기에 출전했다. 또한 프리미어 리그 사우샘프턴FC 와 슈루즈베리 타운의 풋볼 컨퍼런스에서도 활약했었다. 국제 무대에서는 21세 이하 잉글랜드 대표팀에 한 차례 발탁되기도 했다.
포터는 2011년 1월 스웨덴 클럽 외스테르순드에서 프로 감독 경력을 시작했다. 그는 외스터테르순드에서 세 번의 승격과 스벤스카 컵에서 우승하며 2017-18 UEFA 유로파리그 본선 무대를 이끌었다. 2018년 6월에는 챔피언십 클럽인 스완지 시티의 감독으로 임명되었고, 1년 후에는 프리미어 리그의 브라이튼 앤 호브 알비온으로 자리를 옮겼었다. 브라이튼에서 성공적인 시즌을 보낸 후 2022년 첼시에 감독을 맡았지만, 성적 부진으로 2023년 4월에 경질되었다. 2025년 1월, 그는 웨스트햄 유나이티드에 감독으로 임명되었다.

## 구단 경력
웨스트미들랜즈 솔리헐에서 태어난 포터는 17세에 버밍엄 시티에서 축구 선수 생활을 시작하였다. 위컴 원더러스 FC에서 임대 생활을 거친 후, 스토크 시티를 통해 프리미어리그의 사우샘프턴으로 이적하였다. 1996년 맨체스터 유나이티드와의 유명한 6-3 승리에서 뛰어난 활약을 펼쳤다. 사우샘프턴 소속으로 뛰는 동안 그는 몰도바와의 유럽 챔피언십 예선 경기에서 잉글랜드 U-21 대표팀의 주장을 맡기도 했다.
1997년 포터는 웨스트브로미치 앨비언에 합류하였으며, 노샘프턴 타운과 레딩에서의 임대 생활을 포함한 3년 반 후에 요크 시티와 계약하였다. 2003년 여름에는 요크 시티에서 보스턴 유나이티드로 이적하였다. 그는 같은 해 11월 슈루즈베리 타운으로 임대되기 전까지 요크 시티에서 100경기 이상 출전했다. 선수 경력 막바지인 2004년, 포터는 메이클즈필드 타운 FC으로 자유 이적하여 그의 선수 생활을 마무리했다.

## 감독 경력

### 초기 경력
포터는 프로축구선수협회의 지원을 받아 2005년 12월 오픈 대학교에서 사회과학 학위를 취득하였다. 이후 헐 대학교에서 축구 개발 매니저로 일했으며, 2007년 FIFA 여자 월드컵에서는 가나 여자 대표팀의 기술 감독으로 활동했다. 또한 잉글랜드 대학 대표팀의 보조 코치로 임명되었고, 리즈 메트로폴리탄 대학교(현 리즈 베켓 대학교)에 합류하기 전에 리더십 석사 과정을 수료하였다. 그는 감성 지능을 활용한 리더십에 중점을 둔 개인 및 전문성 개발 석사 과정을 마쳤다.

### 외스테르순드
2010년 12월, 그레이엄 포터는 스웨덴 4부 리그에 속해 있던 외스테르순드의 감독으로 3년 계약을 체결하였으며, 2011년 1월 24일부터 정식으로 감독직을 수행하게 되었다. 포터는 스완지 시티의 프리시즌 친선 경기에서 외스테르순드와 맞붙은 후, 당시 스완지 시티의 수석 코치였던 그레이엄 존스의 추천을 받아 다니엘 킨드베리 회장의 제안을 받으며 감독직을 맡게 되었다.
2013년, 팀을 2년 연속 승격시키며 포터는 계약을 3년 연장하였다. 이후 2015년 10월 27일, 외스테르순드는 2015년 수페레탄에서 2위를 차지하며 클럽 역사상 최초로 스웨덴 1부 리그(알스벤스칸) 승격을 확정지었다. 승격 첫해 리그에서 8위를 기록하며 "정교한 패스 플레이"와 한정된 예산으로 경쟁력을 갖춘 팀이라는 평가를 받았다.
2017년 4월 13일, 포터의 외스테르순드는 스벤스카 쿠펜 결승전에서 노르셰핑을 4-1로 꺾고 우승을 차지했다. 이로 인해 2017-18 UEFA 유로파리그 2차 예선 진출권을 얻었으며, 갈라타사라이를 합산 스코어 3-1로 꺾고 3차 예선에 진출하였다. 이후 3차 예선에서 폴라 에쉬를 합산 스코어 3-1로 꺾었고, 플레이오프에서는 PAOK를 상대하여 원정 다득점 원칙(합산 3-3)으로 극적인 유로파리그 본선 진출을 이루었다. 조별 리그에서 아틀레틱 빌바오와 승점이 같았으나 조 2위로 32강에 진출하였다. 32강에서는 아스널을 상대로 에미레이트 스타디움에서 2-1 승리를 거두었지만, 합산 스코어 2-4로 탈락하였다. 같은 시즌, 리그에서는 5위를 기록하며 시즌을 마감했다.

### 스완지 시티
2018년 6월 11일, 포터는 3년 계약으로 잉글랜드 챔피언십(2부 리그)으로 강등된 스완지 시티의 감독으로 부임하였다. 그는 수석 코치 빌리 리드와 리크루트 분석가 카일 맥컬리와 함께 팀에 합류하였다.부임 당시 포터는 "스완지는 최근 7년간 프리미어리그에서 뛰었던 팀이며, 단순한 승격이 아니라 구단의 정체성과 철학을 유지하면서 재도약하는 것이 중요하다. 그것이 내가 이곳에 온 이유다"라고 밝혔다.
포터는 스완지 감독 데뷔전에서 셰필드 유나이티드를 2-1로 꺾으며 첫 승을 기록했다. 이 경기에서 올리 맥버니와 전 리버풀 유망주 얀 단다가 골을 기록했다. 이어진 리버티 스타디움에서의 첫 홈경기에서는 프레스턴 노스 엔드를 1-0으로 제압하며 연승을 기록했다.
2018-19시즌 FA컵에서 스완지는 8강까지 진출하며 돌풍을 일으켰다. 8강전에서 맨체스터 시티를 홈으로 불러들여 전반 30분 만에 2-0으로 앞섰지만, 경기 막판 베르나르두 실바, 크리스토퍼 노르펠트(자책골), 세르히오 아구에로의 득점으로 2-3 역전패를 당하며 탈락했다. 리그에서는 막판 상승세를 타며 마지막 세 경기 전까지 플레이오프 진출 가능성을 남겼으나, 최종적으로 10위로 시즌을 마쳤다.
2018-19 시즌 종료 후, 브라이튼 & 호브 알비온이 크리스 휴튼 감독을 경질하면서 포터에게 관심을 보였다. 스완지는 포터를 잔류시키기 위해 새로운 계약을 제시하며 챔피언십 최고 연봉 감독 중 한 명으로 대우하려 했으나, 결국 브라이튼과 협상을 진행할 수 있도록 허락했다. 브라이튼은 포터와 그의 코칭스태프를 영입하기 위해 약 300만 파운드의 보상금을 스완지에 지급한 것으로 알려졌다.

### 브라이튼 앤 호브 알비온 FC
2019년 5월 20일, 포터는 프리미어리그 클럽 브라이튼 앤 호브 알비온 FC의 감독으로 임명되었으며, 4년 계약을 체결했다. 그는 프리미어리그 데뷔전이었던 8월 10일 왓퍼드 원정 경기에서 3-0 승리를 거두며 첫 승을 기록했다. 첫 번째 홈경기였던 8월 17일 웨스트햄 유나이티드와의 경기에서는 1-1 무승부를 기록했다. 리그 첫 패배는 일주일 후 홈구장인 팔머 스타디움에서 열린 사우샘프턴과의 경기로, 2-0으로 패했다.
코로나19로 인한 리그 중단 이후 첫 경기에서 브라이튼은 6월 20일 홈에서 아스널을 2-1로 꺾으며 처음으로 아스널과의 리그 더블을 달성했다. 앞서 시즌 초반 원정 경기에서도 같은 스코어로 승리한 바 있다. 포터의 첫 시즌에서 브라이튼은 프리미어리그 최고 승점(41점)과 최다 득점(39골)을 기록하며 리그 15위에 올랐다. 이는 2017-18 시즌과 동일한 최고 순위였으며, 시즌 최종전 번리와의 경기에서 2-1로 승리하며 시즌을 마감했다.
브라이튼은 2020-21 시즌 개막전에서 첼시를 상대로 홈에서 1-3으로 패했다. 그러나 두 번째 경기인 뉴캐슬 원정에서 3-0 승리를 거두며 시즌 첫 승을 기록했다. 9월 26일, 브라이튼은 홈에서 맨체스터 유나이티드에 2-3으로 패했으며, 이는 포터 감독 경력에서 100번째 패배였다.
2021년 1월 31일, 브라이튼은 토트넘을 1-0으로 꺾으며 2020년 6월 20일 아스널전 이후 처음으로 홈에서 리그 승리를 기록했다. 3일 후, 브라이튼은 리버풀을 1-0으로 꺾으며 1982년 이후 처음으로 안필드에서 리그 승리를 거뒀다. 5월 18일, 브라이튼은 맨체스터 시티를 상대로 0-2에서 3-2로 역전승을 거두며 1989년 이후 처음으로 리그에서 시티를 상대로 승리했다.
포터의 두 번째 시즌에서 브라이튼은 지난 시즌과 동일한 41점을 기록했으나, 16위로 한 단계 낮은 순위로 마무리했다. 그러나 팀은 프리미어리그에서 최다 득점(40골), 최소 실점(46골), 최저 골득실(-6), 그리고 최다 클린시트(12경기)를 기록하며 새로운 클럽 기록을 세웠다.
포터의 세 번째 시즌 개막전에서 브라이튼은 8월 14일 번리 원정에서 2-1 역전승을 거뒀다. 11월 20일 애스턴 빌라와의 원정 경기에서 0-2로 패하며, 포터의 브라이튼 감독 100경기이자 전체 감독 경력 400경기를 치렀다. 2022년 1월 21일, 포터가 코로나19 확진 판정을 받으며 1월 23일 레스터 시티와의 경기에서 1군 코치 비요른 햄버그가 팀을 이끌었다. 해당 경기는 1-1 무승부로 끝났다.
포터의 프리미어리그 100번째 경기는 2월 15일 맨체스터 유나이티드 원정 경기로, 0-2 패배를 당하며 브라이튼의 7경기 연속 무패 기록이 끝났다. 4월 30일, 울버햄프턴 원정에서 3-0 승리를 거두며 브라이튼 역사상 최고 승점을 기록했으며, 승점 44점으로 리그 9위에 올랐다. 5월 7일, 브라이튼은 홈에서 맨체스터 유나이티드를 4-0으로 꺾으며 클럽 역사상 최다 점수차 프리미어리그 승리를 기록했다.
브라이튼은 마지막 경기에서 웨스트햄 유나이티드를 3-1로 꺾으며 최고 리그 순위인 9위를 차지했고, 프리미어리그 최고 득점 기록(42골)과 최다 승점(51점)을 경신했다. 이는 기존 최고 승점(41점)보다 10점 높은 기록이었다.
포터는 2022-23 시즌 개막전에서 맨체스터 유나이티드를 2-1로 꺾으며 브라이튼 역사상 처음으로 올드 트래포드에서 승리를 거둔 감독이 되었다. 9월 4일, 브라이튼은 홈에서 레스터 시티를 5-2로 꺾으며 프리미어리그 경기에서 처음으로 5골을 기록했다.
2022년 9월 8일, 브라이튼은 포터 감독과 5명의 코칭 스태프가 첼시로 이적한다고 발표했다. 첼시는 포터를 영입하는 대가로 브라이튼에 약 1,600만 파운드의 보상금을 지급한 것으로 알려졌으며, 추가로 코칭 스태프 보상금으로 550만~650만 파운드를 지급했다. 이후 브라이튼의 새로운 감독으로 로베르토 데 제르비가 선임되었다.

### 첼시
2022년 9월 8일, 포터는 토마스 투헬의 후임으로 프리미어리그 클럽 첼시의 신임 감독으로 선임되었으며, 5년 계약을 체결하였다.
6일 뒤 열린 챔피언스리그 조별리그 경기에서 레드불 잘츠부르크와의 홈 경기에서 1–1 무승부를 기록하며 데뷔전을 치렀다. 10월 1일, 두 번째 경기였던 크리스털 팰리스와의 원정 경기에서 2–1로 역전승을 거두며 첼시 감독으로서 첫 승리를 거두었다. 이 경기에서는 피에르-에메리크 오바메양과 첼시 유소년 출신 코너 갤러거가 각각 첼시 데뷔 골을 기록했으며, 갤러거는 90분에 결승골을 넣었다. 첫 패배는 10번째 경기였던 10월 29일, 친정팀 브라이턴 원정 경기에서 1–4로 대패한 경기였다.
2023년 1월, 포터는 맨체스터 시티에게 0–4로 대패하며 1998년 이후 처음으로 첼시가 FA컵 3라운드에서 탈락하는 결과를 맞았고, 이에 따라 팬들과 언론으로부터 성적 부진에 대한 비판이 거세졌다. 2월 18일, 최하위 사우샘프턴과의 홈 경기에서 패한 이후 일부 첼시 팬들은 포터의 사퇴를 요구했다. 스카이 스포츠에 따르면, 포터를 영입했던 공동 구단주 토드 보엘리는 구단 이사진 중에서도 포터를 지지하는 몇 안 되는 인물 중 하나였다. 3월 7일, 첼시는 챔피언스리그 16강 1차전에서 도르트문트에 패배한 뒤, 2차전에서 홈에서 2–0으로 승리하며 8강 진출에 성공했다.
그러나 4월 2일, 스탬퍼드 브리지에서 열린 아스톤 빌라와의 경기에서 0–2로 패한 후 포터는 경질되었고, 브루노 살토르가 감독 대행을 맡았다. 포터는 2023년 1월 이적시장에서 약 3억 2,300만 파운드의 선수 영입을 지휘했으며, 총 31경기를 치러 11경기를 패했고, 경질 당시 첼시는 프리미어리그 11위에 머물러 있었다.

### 웨스트햄 유나이티드
2025년 1월 9일, 포터는 프리미어리그 클럽 웨스트햄 유나이티드의 감독으로 선임되었으며, 2년 6개월 계약을 체결하였다. 그는 전날 경질된 훌렌 로페테기를 대체하였다. 다음 날인 1월 10일, 포터는 FA컵 3라운드에서 애스턴 빌라에게 1–2로 패배하며 데뷔전을 치렀다. 1월 14일, 포터는 지휘봉을 잡은 두 번째 경기에서 풀럼을 홈에서 3–2로 꺾으며 첫 승을 거두었다.

## 감독 스타일

### 전술
포터는 "진보적이고" "비 전통적인" 지도 방식으로 주목받고 있다. 외스테르순드 시절, 그는 선수들과 코치진에게 지역 사회 활동에 참여할 것을 권장했으며, 이는 연극이나 음악 공연 등 익숙하지 않은 환경에 도전하도록 하는 것이었다.
포터는 자신의 팀을 “전술적으로 유연하며, 공격적이고, 점유율 중심”이라고 설명한다. 외스테르순드에서는 볼 점유를 중심으로 3–5–2, 4–4–2, 4–3–3 등 유동적인 포메이션을 구사했다. 스완지 시절에는 총 10가지 이상의 포메이션을 사용했으며, 그의 팀은 챔피언십에서 경기당 가장 많은 패스를 기록했다.
젊은 시절 코치로서 포터는 스완지에서 로베르토 마르티네스의 훈련법을 연구했고, 그의 점유율 중심 전술에서 영감을 받았다. 또한, 스페인 여행 중 접한 "전체론적(holistic)" 훈련 철학에도 영향을 받았다. 포터는 펩 과르디올라의 철학과 레이몬드 페르하이언(Raymond Verheijen)의 주기화 훈련(periodisation) 모델 역시 자신의 지도 방식에 영향을 미쳤다고 언급했다.

## 개인 생활
포터는 레이첼 포터와 결혼했고, 세 명의 아들을 두었다.

## 선수 경력 통계
| 클럽                      | 시즌      | 리그                  | 리그 | 리그 | FA컵 | FA컵 | 리그컵 | 리그컵 | 기타 대회 | 기타 대회 | 합계 | 합계 |
| 클럽                      | 시즌      | 디비전                | 출장 | 골   | 출장 | 골   | 출장   | 골     | 출장      | 골        | 출장 | 골   |
| ------------------------- | --------- | --------------------- | ---- | ---- | ---- | ---- | ------ | ------ | --------- | --------- | ---- | ---- |
| 버밍엄 시티 FC            | 1992–93   | 풋볼 리그 1부         | 18   | 2    | 1    | 0    | 0      | 0      | 4         | 0         | 23   | 2    |
| 버밍엄 시티 FC            | 1993–94   | 풋볼 리그 1부         | 7    | 0    | 0    | 0    | 0      | 0      | 2         | 0         | 9    | 0    |
| 버밍엄 시티 FC            | 합계      | 합계                  | 25   | 2    | 1    | 0    | 0      | 0      | 6         | 0         | 32   | 2    |
| 위컴 원더러스 FC (임대)   | 1993–94   | 풋볼 리그 3부         | 3    | 0    | 0    | 0    | 1      | 0      | 1         | 0         | 5    | 0    |
| 스토크 시티 FC            | 1993–94   | 풋볼 리그 1부         | 3    | 0    | 2    | 0    | 0      | 0      | 0         | 0         | 5    | 0    |
| 스토크 시티 FC            | 1994–95   | 풋볼 리그 1부         | 1    | 0    | 0    | 0    | 1      | 0      | 0         | 0         | 2    | 0    |
| 스토크 시티 FC            | 1995–96   | 풋볼 리그 1부         | 41   | 1    | 2    | 0    | 3      | 0      | 5         | 0         | 51   | 1    |
| 스토크 시티 FC            | 합계      | 합계                  | 45   | 1    | 2    | 0    | 4      | 0      | 5         | 0         | 58   | 1    |
| 사우샘프턴 FC             | 1996–97   | 프리미어리그          | 8    | 0    | 0    | 0    | 2      | 0      | —         | —         | 10   | 0    |
| 웨스트 브로미치 앨비언 FC | 1996–97   | 풋볼 리그 1부         | 6    | 0    | 0    | 0    | 0      | 0      | —         | —         | 6    | 0    |
| 웨스트 브로미치 앨비언 FC | 1997–98   | 풋볼 리그 1부         | 5    | 0    | 0    | 0    | 0      | 0      | —         | —         | 5    | 0    |
| 웨스트 브로미치 앨비언 FC | 1998–99   | 풋볼 리그 1부         | 22   | 0    | 1    | 0    | 1      | 0      | —         | —         | 24   | 0    |
| 웨스트 브로미치 앨비언 FC | 1999–2000 | 풋볼 리그 1부         | 10   | 0    | 0    | 0    | 2      | 0      | —         | —         | 12   | 0    |
| 웨스트 브로미치 앨비언 FC | 합계      | 합계                  | 43   | 0    | 1    | 0    | 3      | 0      | 0         | 0         | 47   | 0    |
| 노샘프턴 타운 FC (임대)   | 1997–98   | 풋볼 리그 2부         | 4    | 0    | 0    | 0    | 0      | 0      | 1         | 0         | 5    | 0    |
| 레딩 FC (임대)            | 1999–2000 | 풋볼 리그 2부         | 4    | 0    | 0    | 0    | 0      | 0      | 1         | 0         | 5    | 0    |
| 요크 시티 FC              | 2000–01   | 풋볼 리그 3부         | 38   | 2    | 4    | 1    | 2      | 0      | 0         | 0         | 44   | 3    |
| 요크 시티 FC              | 2001–02   | 풋볼 리그 3부         | 37   | 2    | 6    | 2    | 1      | 0      | 0         | 0         | 44   | 4    |
| 요크 시티 FC              | 2002–03   | 풋볼 리그 3부         | 39   | 1    | 2    | 0    | 1      | 0      | 1         | 0         | 43   | 1    |
| 요크 시티 FC              | 합계      | 합계                  | 114  | 5    | 12   | 3    | 4      | 0      | 1         | 0         | 131  | 8    |
| 보스턴 유나이티드 FC      | 2003–04   | 풋볼 리그 3부         | 12   | 0    | 1    | 0    | 1      | 0      | 1         | 0         | 15   | 0    |
| 슈루즈베리 타운 (임대)    | 2003–04   | 내셔널리그 (잉글랜드) | 5    | 0    | —    | —    | —      | —      | —         | —         | 5    | 0    |
| 맥클즈필드 타운           | 2003–04   | 풋볼 리그 3부         | 16   | 2    | 0    | 0    | 0      | 0      | 0         | 0         | 16   | 2    |
| 맥클즈필드 타운           | 2004–05   | EFL 리그 투           | 41   | 6    | 3    | 0    | 1      | 0      | 3         | 0         | 48   | 6    |
| 맥클즈필드 타운           | 합계      | 합계                  | 57   | 8    | 3    | 0    | 1      | 0      | 3         | 0         | 64   | 8    |
| 통산                      | 통산      | 통산                  | 320  | 16   | 22   | 3    | 16     | 0      | 19        | 0         | 377  | 19   |

## 지도자 통계
2025년 4월 26일 기준
| 팀                     | 부임            | 퇴임            | 전적 | 전적 | 전적 | 전적 | 전적    | 출처          |
| 팀                     | 부임            | 퇴임            | 경기 | 승   | 무   | 패   | 승률(%) | 출처          |
| ---------------------- | --------------- | --------------- | ---- | ---- | ---- | ---- | ------- | ------------- |
| 외스테르순드           | 2011년 1월 24일 | 2018년 6월 11일 | 249  | 127  | 60   | 62   | 51.00   |               |
| 스완지 시티            | 2018년 6월 11일 | 2019년 5월 20일 | 51   | 21   | 11   | 19   | 41.18   |               |
| 브라이턴 & 호브 앨비언 | 2019년 5월 20일 | 2022년 9월 8일  | 135  | 42   | 46   | 47   | 31.11   |               |
| 첼시                   | 2022년 9월 8일  | 2023년 4월 2일  | 31   | 12   | 8    | 11   | 38.71   |               |
| 웨스트햄 유나이티드    | 2025년 1월 9일  | 재직 중         | 15   | 3    | 4    | 8    | 20.00   |               |
| 통산                   | 통산            | 통산            | 481  | 205  | 129  | 147  | 42.62   | [ 88 ] [ 89 ] |

## 수상 내역

### 감독
외스테르순드
- 스벤스카 컵(영어판): 2016-17
- 수페레탄 준우승 (승격): 2015
- 디비전 1 노르라: 2012[90]
- 디비전 2 노를란드: 2011[91]

### 개인
- 스웨덴 올해의 감독상: 2016,[92] 2017[93]
- 스웨덴 올해의 감독상: 2017[94]